# Dharma Mangia Woods
Dharma Mangia Woods (Roma, 15 settembre 1994) è un'attrice e modella italiana.

## Biografia
Dharma Mangia Woods è nata a Roma il 15 settembre 1994, ha origini italiane da parte di madre e australiane da parte di padre.

### Carriera
Dopo essersi diplomata presso il liceo classico statale Dante Alighieri di Roma, si è laureata in scienze della comunicazione dell'Università degli Studi Roma Tre e ha conseguito un master in giornalismo di moda presso Edios Communication. Ha poi seguito un corso di recitazione di Duse International e infine si è diplomata in recitazione presso l'Accademia internazionale di teatro. Dal 2013 collabora da fotomodella con nomi indipendenti come Martina Mammola, Francesco Ornando e Alice Gimmelli.
Nel 2016 ha fatto la sua prima apparizione sul grande schermo nel film L'estate addosso, diretto da Gabriele Muccino. Nello stesso anno ha recitato nella serie The Young Pope. L'anno successivo, nel 2017, ha recitato nel film Il contagio, diretto da Matteo Botrugno e Daniele Coluccini.
Ha anche preso parte a video musicali come Colazione a Cortina di Tutti Fenomeni, in Ologramma di Mezzosangue, in Martelli di Gazzelle e Mi ci pulisco il cuore di Luciano Ligabue.
Nel 2019 ha recitato nel film Tommaso, diretto da Abel Ferrara. L'anno successivo, nel 2020, ha proseguito gli studi presso la Scuola d'arte cinematografica Gian Maria Volonté. Nel 2021 ha interpretato il ruolo di Stella nel film Blackout Love.
Nel 2022 ha ottenuto il ruolo di Costanza Di Giusto nella miniserie Più forti del destino, diretta da Alexis Sweet. Nello stesso anno ha preso parte allo spettacolo teatrale Villa dolorosa, diretto da Fabrizio Arcuri e ricoperto il ruolo di Vittoria nel cortometraggio L'anima della festa, quello di Lietta Pirandello nel film La stranezza, diretto da Roberto Andò e quello di Alessandra nel film Natale a tutti i costi, diretto da Giovanni Bognetti. Nel 2023 ha ricoperto il ruolo di Francesca nel film Quando, diretto da Walter Veltroni e preso parte al film Catene. L'anno successivo, nel 2024, ha fatto parte del cast della serie Inganno, diretta da Pappi Corsicato e a quello del film Ricchi a tutti i costi, diretto da Giovanni Bognetti, sequel di Natale a tutti i costi.

## Filmografia

### Cinema
- L'estate addosso, regia di Gabriele Muccino (2016)
- Il contagio, regia di Matteo Botrugno e Daniele Coluccini (2017)
- Tommaso, regia di Abel Ferrara (2019)
- Blackout Love, regia di Francesca Marino (2021)
- La stranezza, regia di Roberto Andò (2022)
- Natale a tutti i costi, regia di Giovanni Bognetti (2022)
- Quando, regia di Walter Veltroni (2023)
- Catene, regia di Anna Coccoli, Matteo Giampetruzzi e Lorenzo Nuccio (2023)
- Ricchi a tutti i costi, regia di Giovanni Bognetti (2024)

### Televisione
- The Young Pope – serie TV (2016)
- Più forti del destino, regia di Alexis Sweet – miniserie TV, 4 episodi (2022)
- Inganno, regia di Pappi Corsicato – miniserie TV (2024)
- Nato il sei ottobre, regia di Pupi Avati – docufilm (2024)

### Cortometraggi
- L'anima della festa, regia di Lorenzo Vitrone (2022)

## Teatro
- Villa dolorosa, regia di Fabrizio Arcuri (2022)

## Videoclip
- Colazione a Cortina di Tutti Fenomeni, regia di Paula Ling Yi Sun (2018)
- Ologramma di Mezzosangue, regia di Marcello Saurino (2018)
- Martelli di Gazzelle, regia di Andrea Losa e Lorenzo Silvestri (2018)
- Mi ci pulisco il cuore di Luciano Ligabue, regia di Davide Vicari (2021)